# Renzo Martinelli
Renzo Martinelli (Cesano Maderno, 28 de febrero de 1948) es un cineasta italiano. Iniciando su carrera en 1994, ha dirigido hasta la fecha más de diez películas. Su debut fue la película histórica Porzûs.

## Filmografía seleccionada

### Como director
| Año  | Título                        |
| ---- | ----------------------------- |
| 1997 | Porzûs                        |
| 2001 | Vajont                        |
| 2003 | Five Moons Square             |
| 2008 | Carnera: The Walking Mountain |
| 2009 | Barbarossa                    |
| 2012 | September Eleven 1683         |